# 溫貝克河
51°56′47″N 8°51′12″E / 51.94638110°N 8.853220930°E

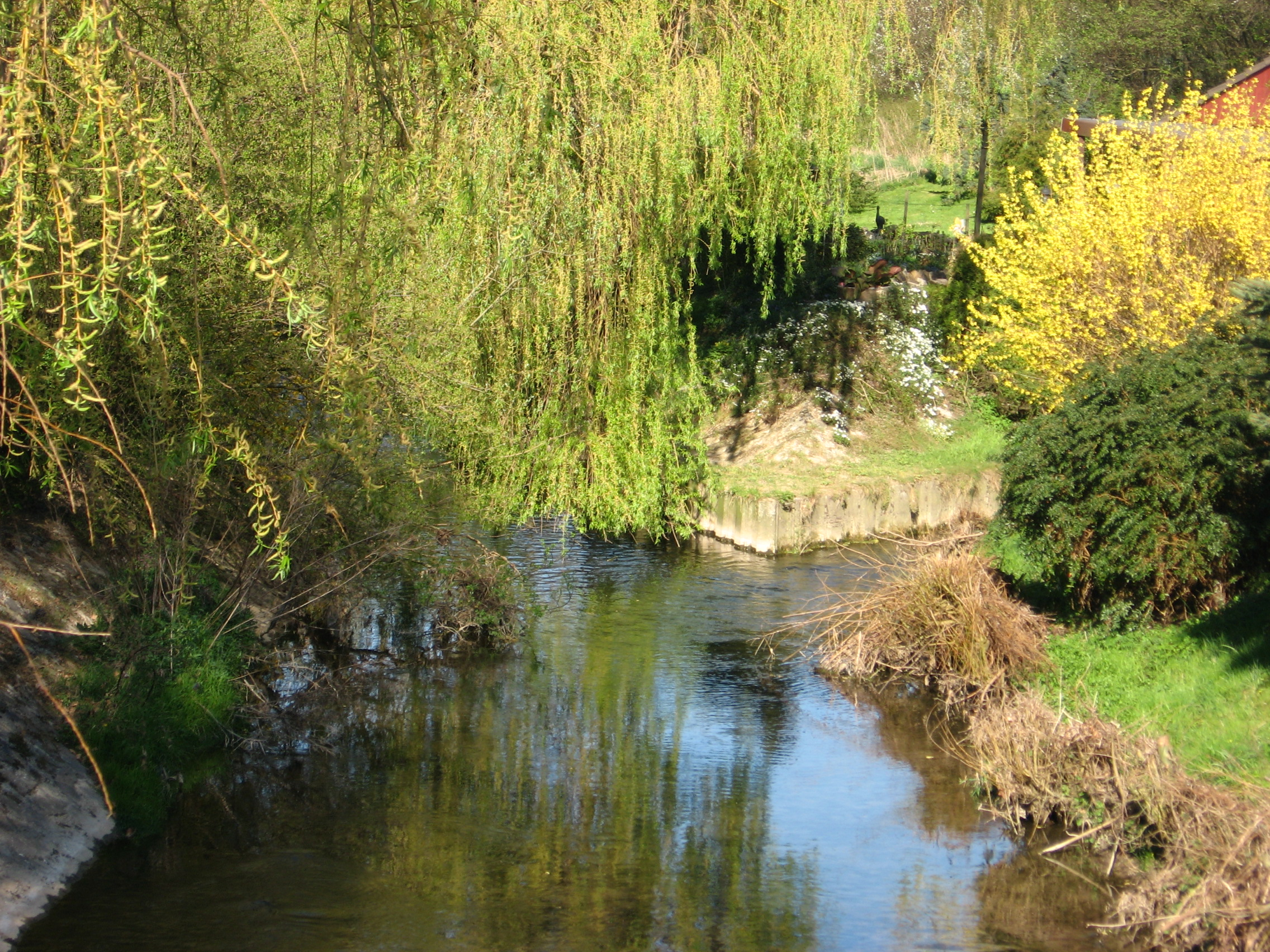

溫貝克河（德語：Wiembecke），是德國的河流，位於該國西部，處於北萊茵-威斯特法倫州，屬於韋勒河的左支流，河道全長18.2公里，流域面積47.1平方公里。